# Dragon Age: Origins
Dragon Age: Origins är ett fantasyrollspel utvecklat av Bioware och publicerat av Electronic Arts. Spelet släpptes i november 2009 och finns till konsolerna Playstation 3, Xbox 360 samt till Windows och OS X. Det är första spelet i sin en serie som omfattar tre spel.
En av Biowares grundare har beskrivit spelet som en andlig uppföljare till Baldur's Gate-serien som de också utvecklade. Spelet fick en expansion, Dragon Age: Origins – Awakening, och en uppföljare släpptes den 11 mars 2011.

## Handling
Spelet utspelar sig i det fiktiva kungadömet Ferelden. Vid spelets början har en Blight sin början, vilket innebär att monster som kallas Darkspawn samlar sig för att förgöra världen. För att avsluta en Blight, behövs Grey Wardens, vilket är en sorts beskyddare. Huvudkaraktären börjar spelet i sin hemmiljö, som skiftar beroende på vad spelaren har valt för bakgrund eller Origin. Oavsett Origin så kommer spelaren stöta på Duncan, som väljer att rekrytera huvudkaraktären till att bli en Grey Warden. Efter en misslyckad konfrontation med en hord av Darkspawn, blir det spelarens uppdrag att samla ihop en ny armé för att kunna besegra dem för gott. Under spelets gång reser spelaren runt i Ferelden för att rekrytera olika grupper inför en sista strid, och på vägen möter hen karaktärer som väljer att följa med och hjälpa till. 

## Gameplay
Dragon Age: Origins är ett rollspel som spelas ur tredjepersonsperspektiv.  Spelaren kan välja att vara en alv, människa eller dvärg. Som alv och människa kan man sedan välja att spela som en krigare, magiker eller rogue. Dvärgar kan vara krigare och rogues men inte magiker. I spelet finns även andra "raser" som qunari och golems. 
Spelaren slåss mot olika fiender, vilket kan göras på olika sätt. Spelaren kan använda vapen som används i närkontakt, till exempel svärd eller knivar, eller vapen som fungerar på avstånd så som pilbågar. Magiker kan använda en magisk stav för att skada fiender på avstånd. Huvudkaraktären och dess följeslagare kan också använda sig av olika "talanger" i strid. En rouge kan till exempel bli tillfälligt osynlig eller få en fiende att ramla omkull, och en magikers talanger är ofta olika trollformler. När spelaren väljer en plats att resa till, kan hen välja upp till 3 följeslagare som ska följa med. Spelaren kan då dels kontrollera sin egen karaktär, men även de följeslagare som för tillfället är med i gruppen.
En stor del av spelet går ut på att konversera med sina följeslagare och andra karaktärer. Om spelaren till exempel har utvecklat sina färdigheter i "Persuasion", kan hen övertala andra karaktärer att göra som hen vill. Att prata med följeslagare kan bidra till att  deras uppfattning om spelarens karaktär förbättras eller försämras. Man kan också ge gåvor till följeslagarna för att ändra deras uppfattning. Med vissa av följeslagarna kan huvudkaraktären välja att ingå en romantisk relation. Huvudkaraktärens bakgrund eller Origin kan påverka hur andra karaktärer beter sig mot hen. Till exempel kan alver utsättas för rasism av människor, och magiker kan uppfattas som farliga eller oberäkneliga. Huvudkaraktärens Origin kan också låsa upp särskilda dialogalternativ beroende på vem man talar med.

## Karaktärer
Följeslagare
Vissa karaktärer rekryteras automatiskt, medan andra endast följer spelaren om hen gör ett visst uppdrag eller väljer att rekrytera karaktären.
Alistair - Människa, krigare. Han är en Grey Warden som spelaren möter tidigt i spelet. Alistair brukar ofta vara skämtsam och sarkastisk.
Leliana - Människa, rouge. Hon är en "syster" från The Chantry. Hon är godhjärtad och ibland uppfattar andra karaktärer henne som naiv. Hon är uppvuxen i landet Orlais.
Morrigan - Människa, magiker. Hon har inte vuxit upp under den kontroll som annars utövas mot magiker, och kallas därför för en apostate. Morrigan ogillar auktoriteter och uttrycker sig ofta oempatiskt. 
Ohgren - Dvärg, krigare. Oghren uppfattas som ohyfsad av många karaktärer, och han har problem med sin alkoholkonsumtion. Han är lojal och tar inte så mycket på stort allvar.
Shale - Golem, krigare. Shale ingår i DLCn The Stone Prisoner och ingår inte i grundspelet. Innan hon förvandlades till en Golem, var Shale en dvärg. Hon avskyr fåglar.
Sten - Qunari, krigare. Sten håller hårt vid sina principer och tycker ofta att Fereldens kultur är märklig. Han ifrågasätter ofta spelarens val om han inte håller med om dem. Sten tycker om kakor.
Wynne - Människa, magiker. Hon har något av en moderlig roll i gruppen. Wynne är en mycket begåvad magiker och har vuxit upp i The Circle of Magi.
Zevran - Alv, rouge. En lönnmördare som spelaren kan välja att rekrytera, efter att Zevran misslyckas med att mörda spelarens karaktär. Zevran är flörtig och ofta skämtsam. Han är uppvuxen i landet Antiva.

## Röstskådespelare
- Steve Valentine - Alistair
- Claudia Black - Morrigan
- Corinne Kempa - Leliana
- Mark Hildreth - Sten / Sergeant Kylon / Emissary Fellhammer / Wise Human Male / Gossip / Orzammar Royal Escort / Proving Fan / Disgruntled Patron / Hooded Courier / House Dace Mercenary / Proving Guard / Orzammar Lesser Noble
- Susan Boyd Joyce - Wynne / Ostagar Revered Mother / Fade Revered Mother / Redcliffe Old Woman
- Steve Blum - Oghren / First Enchanter Irving / Gorim
- Jon Curry - Zevran
- Geraldine Becker - Shale
- Peter Renaday - Duncan
- Peter Bramhill - Cailan Theirin
- Kate Mulgrew - Flemeth
- Mika Simmons - Queen Anora Theirin (nee Mac Tir)
- Tim Russ - Zathrian
- Wally Wingert - Bhelen Aeducan
- Robin Sachs - Lord Pyral Harrowmont
- Graham McTavish - Arl Eamon
- Stephane Cornicard - Riordan
- Simon Templeman - Loghain Mac Tir / Caladrius / Bann Ceorlic / Emissary Pether / Haven Guard / Ostagar Tranquil / Kennel Master / Tranquil Proprietor
- Tim Curry - Arl Howe
- Desmond Askew - Jowan / Chanter Devons / Junar / Adwen / Blackstone Liaison / Suave Human Male / Landsmeet Noble / Dernal Garrison / Fort Darkon Guard / Haggard Human / Lothering Farmer / Redcliffe Militiaman / Alert Guard / Arl Foreshadow / Howe Estate Guard / K's Lieutenant / Hooded Courier / Lothering Refugee / Chasind / Denerim Estate Guard / Pearl Bouncer / Franderel House Guard / Tevinter Hospice Guard / Chanter Brother / Highever Servant
- Robin Atkin Downes - Ademaro / Orzammar Entrance Guard / Proving Trainer / Bhelen Crier / Orzammar Noble / Tapster's Patron / Orzammar Guard
- Paul Eiding - Proving Master / Maferath / Fort Drakon Jailor / Denerim Templar Guard / Traveling Mage / Circle Tower Mage / Denerim Soldier
- Greg Ellis - Cullen / Cesar / Ash Warrior Leader / Disciple Cathaire / Taoran Hawkwind / Patter Gritch / Adventurer Leader / Maleficar / Blood Mage / Skinny Frank / Denerim Mercenary / Ostagar Soldier / Circle Tower Mage / Crow Assassin / Circle Tower Apprentice / Crows Thug / Matthias - The Stone Prisoner / Felix de Grosbois - The Stone Prisoner
- Gideon Emery - Taliesen / Alarith / Frandlin Ivo / Oskias / Mystical Human Male / Lothering Templar / Harrowmont Crier / Restless Guard / Redcliffe Militiaman / Redcliffe Quartermaster / Denerim Gang Leader / Howe Estate Guard / Drunken Elf / Tapster's Revele
- Keith Ferguson - Sloth Demon / Thane Shartan / Innkeeper / Ser Blackstone / Experienced Dwarf Male / Mystical Elf Male / Dwarven Commander / Fade Beresaad / Fade Dwarf / House Dace Mercenary / Dust Town Beggar / Orzammar Noble / Lake Calenhad Scholar / Tapster's Patron / Orzammar Commone
- Michael Gough - Wise Elf Male / Hospice Elf Guard / Starved Veteran / Circle Tower Templar / Fade Mage / Circle Tower Enchanter
- Nolan North - Eirik / Ruck / Owain / Godwin / Seweryn / Adalbo / Tapster's Patron / Orzammar Guard / Dust Town Thug / Carta Thug
- Keith Szarabajka - Nug Wrangler Boermor / Shaper Assistant Milldrate / Cristof / Smart Dwarf Male / Jertrin / Herbalist Widron / Shady Corebit / Orphanage Demon / Fixer Gredin / Hospice Supervisor / Howe Estate Guard / Dwarven Soldier / Dust Town Thug Leader / Shady Patron / Harrowmont Fanatic
- Fred Tatasciore - The Grand Oak / Swiftrunner / Cyrion / Wise Dwarf Male / Lothering Bandit
- Eliza Schneider - Iona / Lady Dace / Mardy / Nigella / Lothering Sister / Lothering Refugee / Surface Dwarf / Tapster's Patron / Howe Estate Cook / Alienage Elf Woman / Awestruck Villager / Circle Tower Apprentice Mage / Royal Palace Servant
- Cam Clarke - Berwick / Herren / Ford Drakon Guard / Fade Torturer / Disguised Crow / Redcliffe Militiaman / Howe Estate Guard / Highever Librarian
- Brian Bloom - Leske / Dwyn / Orzammar Royal Guard / Surface Dwarf / Jarrik Dace - Golems of Amgarrak
- Kari Wahlgren - Elora / Dalish Elf Woman / Alienage Elf Woman
- Dwight Schultz - Bodahn Feddic / Danal / Bartender / Cocky Elf Male
- Jim Cummings - Barlin / Aldous / Redcliffe Senior Enchanter
- John Ullyatt - Faryn / Rexel / Bridge Soldier / Coronation Guard / Denerim City Guard / Assassin Leader / Loghain Guard Captain / Ostagar Knight / Pearl 'Female' Companion / Loghain Sergeant / Denerim Patrolman / Howe Estate Guard / Ostagar Soldier / Lake Calenhad Templar / Hungry Bandit / Fade Torturer / Redcliffe Militiaman / Howe Estate Craftsman / Highever Guard / Levi Dryden - Warden's Keep / Elric Maraigne - Return to Ostagar / Sketch - Leilana's Song / Bonny Lem - Leilana's Song / Brogan Dace - Golems of Amgarrak
- Kirk Thornton - Aneirin / Nevin / Scholar Gertek / Roshen / Deep Roads Scout / Nessa's Father / Carta Thug / Alienage Elf Man / Proving Guard / Dwarven Soldier / Alienage Elf Thug / Harrowmont Guard / Surface Dwarf / Apartment Elf Guard / Royal Palace Guard / Orzammar Commoner / Diamond Quarter Merchant
- Jason Singer - Brother Genitivi / Emissary Bulfa / Raelnor Hawkwind / Gaxkang / Fade Beast / Knight-Commander Harrith / Knight-Commander Tavish / Idle Dwarf / K / Bannorn Knight / Denerim Guard Contact / Orzammar Guard / Denerim Officer / Traveling Mage Apprentice / Hooded Courier / Denerim Soldier
- John Rubinow - Soris / Piotin Aeducan / Lucjan / Violent Dwarf Male / Proving Armsman / Dwarven Soldier / Royal Palace Guard / Surface Dwarf / House Dace Mercenary / Legionnaire / Orzammar Guard / Shaperate Cataloger / Orzammar Chantry Worshipper / Tunneling Thief / Carta Thug / Bhelen Fanatic / Commons Merchant / Orzammar Noble / Orzammar Commoner / Royal Palace Servant / Diamond Quarter Merchant
- Mark Meer - Athras / Gatekeeper / Unscrupulous Merchant / Experienced Elf Male / Rage Demon / Orphan Ollie / Elf Messenger / Werewolf / Pearl Dwarf Male Companion / Surface Dwarf / Traveling Werewolf / Demon / Alienage Elf Thug / Mikhael Dryden - Warden's Keep / Tug - Leilana's Song
- Richard McGonagle - King Endrin Aeducan / Janar / Mines Commander / Orzammar Noble / Orzammar Commoner / Royal Palace Cook
- Yuri Lowenthal - Fenarel / Sandal / Pol / Mages' Collective Liaison / Violent Elf Male / Redcliffe Survivor / Deserter / Mage Apprentice / Tevinter Guard / Denerim Templar Guard / Nervous Adventurer / Dalish Messenger / Lee Bloodrake / Sal the Grinder / Cam of Redside / D's Lieutenant / Redcliffe Templar / Redcliffe Villager / Fort Drakon Off-Duty Guard / Redcliffe Militiaman / Dalish Hunter / Traveling Templar / Finn - Witch Hunt DLC / Circle Tower Apprentice - Witch Hunt DLC
- Erica Luttrell - Keili / Nerav Helmi / Valena / Mother Boann / Maren / Nessa / Deranged Beggar / Mystical Human Female / Chantry Sister / Sophie's Guard / Orzammar Noble / Alienage Elf Woman / Lothering Refugee / Dalish Elf Nurse / Orzammar Commoner / Bard / Circle Tower Mage / Redcliffe Villager / Dwarven Young Girl / Redcliffe Refugee / Eerie Elf Spirit / Circle Tower Tranquil
- Peter Jessop - Valendrian / Lord Ronus Dace / Paivel / Old Tegrin / Cocky Dwarf Male / Fade Beresaad / Fade Dwarf / Dwarven Soldier / Haven Villager / Circle Tower Templar / Dane's Refuge Patron / Fade Mage / Redcliffe Old Man / Orzammar Grey Warden / Dust Town Beggar / Orzammar Royal Guard
- Joel Johnstone - Varick / Alienage Elf Servant / Jarvia Supporter / Orzammar Noble / Legionnaire / Dalish Elf Refugee / Proving Guard / Dalish Hunter / Shaperate Scribe / Highever Squire
- Lex Lang - Imrek / Bruntin Vollney / Cassian / Mainar / Haven Shopkeeper / Mercenary Captain / Deshyr / Silk Merchant / Orzammar Noble / Deep Roads Lieutenant / Orzammar Guard / Proving Fan / Circle Tower Mage / Crazy Mage
- Zach Hanks - Prince Trian Aeducan / Dairren / Everd / Paedan / Ordel / Bewitched Templar / Lothering Doomsayer / Suave Dwarf Male / White Falcon Veteran / Redcliffe Merchant / Assembly Guard / Redcliffe Militiaman / Fort Drakon Off-Duty Guard / Howe Estate Guard / Commons Merchant / Denerim Estate Guard
- Ezra Godden - Tomas / Oswyn / Lord Jonaley / Fort Drakon Prisoner / Fort Drakon Armory Guard / Brecilian Forest Human / Howe Estate Guard / Redcliffe Guard / Howe Estate Craftsman / Redcliffe Soldier / Highever Guard
- Michael Beattie - Orzammar Captain of the Guard / Fort Drakon Colonel / Proving Fan / Crazy Mage / Circle Tower Tranquil / Commons Guard / Tapster's Patron / Circle Tower Mage Apprentice